# 曲环
曲环（公元726年—799年9月28日），中国唐朝武将。

## 生平
曲环是陕州安邑人。父曲彬，为南使正监，因而在陇右安家，因曲环之故，累赠兵部尚书。
曲环年轻时喜欢读兵书，尤以勇敢骑射闻名。天宝年间，随哥舒翰攻拔石堡城，收黄河九曲、洪济等城，累次升官，十三年（754年）三月，因哥舒翰所奏，得授果毅别将。平卢、范阳、河东三镇节度使安禄山作乱，曲环随山南东道节度使鲁炅守邓州，抵御叛将武令珣，战数十合，曲环功居多，超授（越级授官）左清道率。又随郑州刺史李抱玉守河阳南城，不久率兵守泽州，破叛军骁将安晓，敕特拜羽林将军。又率别部兵合诸军同讨叛首史朝义，平河北，累转金吾大将军，并同正员，随李抱玉移军京西。大历年间领兵陇州，经常破吐蕃，加特进、太常卿。十四年（779年）唐德宗初嗣位，十月，吐蕃结连南诏，合兵十万，兵分三路大举入寇剑南，诏右神策都将李晟率禁军四千、曲环率邠、陇、范阳兵五千驰援。吐蕃、南诏联军被东川、山南联军所败，曲环与凤翔节度使朱泚在七盘山追上吐蕃军，大破之，收七盘城、威武军及维、茂二州，吐蕃军遁走，李晟追击于大度河外，又破之。吐蕃、南诏因饥寒、坠落崖谷而死者八九万人。吐蕃悔怒，杀诱导其入侵者。曲环大振功名而还，加太子宾客，得赐名马。与诸将讨泾州叛将刘文喜，平之，加开府仪同三司、兼御史中丞，充邠、陇两军都知兵马使，封晋昌郡王。时淄青节度使李纳作乱，拥兵侵逼徐州，建中二年（781年）十一月，曲环与刘洽奉命同救援，与滑州刺史李澄、朔方大将唐朝臣累破李纳及魏博节度使田悦叛军。曲环攻打濮州，辟前洺州从事刘昌裔为判官。刘昌裔为曲环作檄文，深切指责李纳，李纳后悔恐慌动摇，一同作乱的成德军、魏博军也都疑惑气懈。曲环封奏刘昌裔事，德宗称赞。曲环以功第一，加御史大夫。三年（782年）十月，加检校左常侍，充邠、陇行营节度使。
淮西节度使李希烈作乱，陷汴州，时任汴滑副都统刘洽率曲环、李克信军十余万战其于白塔，不利。兴元元年（784年）闰十月，时任陇右、幽州行营节度使曲环与马步都虞候刘昌奉宋亳节度使刘洽命率军三万与诸军守宁陵、陈州，十一月，在陈州西大破李希烈骁将翟崇晖于陈州城下，杀叛军三万五千人，擒翟崇晖以献，乘胜进攻汴州，李希烈因而遁归军部蔡州。当时朱泚亦已叛，曲环所领都是朱泚旧部凤翔军，家属为叛军所控制，但在曲环安抚下一心勤王。曲环以功加检校工部尚书，兼陈州刺史。贞元元年（785年），为防李希烈入侵，在陈州商水县东北三十里筑颍岐渡夹河月城。李希烈被平定后，二年（786年）四月，曲环作为都统、检校兵部尚书因功被授一子正员官。三年（787年）七月，曲环被加兼许州刺史、陈许等州节度观察处置等使，加实封三百户。陈、蔡二州因李希烈作乱，遭到剽掠很严重，人们多逃窜到其他城邑以避祸。曲环勤身恭俭，赋税均平，政令宽简，不二三年，人们就结伴带着婴儿回来了，军农并行，兵粮皆足，流亡者复业。以大将孟元阳作西华屯。十一月，与刘玄佐（即刘洽）一同入朝。七年（791年）三月，奏请权停本道冗官，待一二年后民力稍复再恢复。十二年（796年），加检校尚书左仆射。
任内辟进士赵博宣为从事。赵博宣豪迈好酒，在筵席之间多所忽略，曲环不能容之。朝廷正讨伐作乱的淮西节度使吴少诚，曲环诬奏赵博宣受吴少诚贿赂为反间计、妄说国家祸福、蛊惑军情。时赵博宣权知舞阳县事，诏令曲环杖赵博宣四十，流放康州，人皆以为冤枉。
曲环之前攻克濮州、战白塔、救宁陵、襄邑、在陈州城下战李希烈，刘昌裔常在军中。曲环领陈许军后，刘昌裔也被用为从事，以前后功累迁检校兵部郎中、御史中丞、营田副使。
唐德宗贞元十五年（799年）八月，曲环薨，年七十四，废朝一日，赠司空，赙布帛米粟有差。吴少诚趁机与宣武军节度使刘全谅合谋来攻许州，但刘全谅正好去世，孟元阳坚守许州，刘昌裔也协助守城，于是未遂。

## 子孙
- 曲良翰，左领卫上将军，赠潞州大都督
  - 曲元缜，河南府河清县丞。[28]妻李氏。[29]

## 评价
- 《旧唐书》
  - 史臣曰：环理兵劝农，独彰善政。……皆贤帅矣。
  - 赞曰：张（张献诚）、路（路嗣恭）、曲、崔（崔汉衡）、樊（樊泽）、杨（杨朝晟）、李（李叔明）、裴（裴胄），守忠臣之道，皆贤帅之才。[1]